# Levići
Levići (cyr. Левићи) – wieś w Serbii, w okręgu rasińskim, w gminie Trstenik. W 2011 roku liczyła 261 mieszkańców.